# Poljanice (Republika Serbska)
Poljanice (cyr. Пољанице) – wieś w Bośni i Hercegowinie, w Republice Serbskiej, w gminie Višegrad. W 2013 roku liczyła 4 mieszkańców.